# Vremuri minunate la... Spessart
Vremuri minunate la...Spessart (titlul original: în germană Herrliche Zeiten im Spessart) este un film de comedie vest-german, realizat în 1967 de regizorul Kurt Hoffmann, protagoniști fiind actorii Liselotte Pulver, Harald Leipnitz și Hubert von Meyerinck.
Este continuarea filmelor Hanul din Spessart (1957) și Fantomele din Spessart (1960).

## Rezumat
Fantomele tâlharilor, care au fost lansate în spațiu la sfârșitul ultimei părți, vor să o ajute acum pe Anneliese, o urmașă a contesei Franziska, care i-a îngreunat viața în primul film. Mirele lui Anneliese, un soldat deosebit, este comandat de către generali să facă o manevră, iar în căutarea lui, Anneliese și fantomele apăsând neglijent o pârghie din nava lor spațială, sunt prinși într-o călătorie în timp prin diferite epoci ale trecutului și viitorului.

## Distribuție
- Liselotte Pulver – Anneliese
- Harald Leipnitz – Frank Green / Martin / Archibald von der Vogelwies / Willi Green
- Hubert von Meyerinck – generalul Teckel / jandarmul șef / generalul imperial / cavalerul / comisarul pentru pace
- Willy Millowitsch – consulul Mümmelmann
- Hannelore Elsner – Johanna
- Vivi Bach – Rosalinde
- Tatjana Sais – dna. Mümmelmann
- Hans Richter – Toni
- Joachim Teege – Hugo
- Rudolf Rhomberg – unchiul Max
- Kathrin Ackermann – Katrin
- Klaus Schwarzkopf – Roland
- Gila von Weitershausen – Gundel
- Peter Capell – primarul
- Paul Esser – Mönch
- Sybille Gilles – dna. de la informații
- Ewald Wenck – cântărețul de stradă
- Erich Fiedler – comandantul Companiei de Onoare